# Одесская железная дорога
Одесская железная дорога (укр. Одеська залізниця) — региональный филиал АО «Украинская железная дорога», обслуживает железные дороги на территории шести юго-западных областей Украины: Одесской, Николаевской, Херсонской, Черкасской, Кировоградской и Винницкой.
На Одесскую железную дорогу приходится около 20 % грузооборота и более 16 % пассажирооборота железных дорог Украины. В регионе расположены большие морские и речные порты, что обеспечивает высокую транспортную нагрузку.

## История
Первый участок Одесской железной дороги протяженностью 222,52 версты от Одессы до Бирзулы с ответвлением от Раздельной до Кучургана и с веткой до карантинной пристани вошёл в действие 3 декабря 1865 года. Строительство железной дороги и начало регулярного железнодорожного сообщения ускорили развитие Одессы во второй половине XIX века.
Управление железной дорогой было построено в Одессе.
В 1867—1870 годы железнодорожная линия была продлена до Елисаветграда и Крюкова, а в 1870 году — доведена до Киева (Киево-Балтская железная дорога), после чего была включена в систему железных дорог Российской империи.
Концессия на Одесскую железную дорогу дана «Русскому Обществу пароходства и торговли» 22 июня 1870 года. Общество обязалось приобрести у государства железную дорогу от Одессы до Балты с ветками и построить линию от Кишинёва до границы с Румынией. Все эти линии принимали название «Одесская железная дорога».
В 1880 году Одесская железная дорога вошла в состав акционерного общества Юго-Западных железных дорог. Первый одесский вокзал находился в районе Алексеевской площади. Одесские предприниматели проявили интерес в организации грузового движения между важнейшими предприятиями города, также выдвигались идеи постройки веток в важные для обороны города воинские части. Была построена мимо Слободки-Романовки ветка в одесский порт]а позже — в важнейший промышленный район города — Пересыпь, что в дальнейшем положило начало колосовскому направлению. С ростом пассажирского сообщения было решено строить для поездов местного сообщения отдельную железнодорожную станцию, а на имеющемся вокзале оборачивать только поезда дальнего следования.
Тупиковая станция была построена в 1884 году в районе Итальянского бульвара, прилегающая часть которого со временем была перестроена в привокзальную площадь, и получила название «Малый вокзал», а существующую стали называть «Большим вокзалом». Также была построена ветка для обслуживания воинских частей, находящихся на побережье между Средним Фонтаном и Люстдорфом, позже разобранная в 1930-х годах.
Сооружается ветка Помошная — Подгородная для сопряжения с обширным кустом узкоколейных железных дорог Подольской губернии. После чего начинается строительство ветки для обслуживания Балты. Из-за сложного рельефа железную дорогу проложили в нескольких километрах южнее города, а вокруг станции Балта вырос посёлок Белино. Строительство прямой дороги между городом и станцией потребовало большого объёма земляных работ, велось несколько лет и для окупания инвестиций проезд по дороге в течение ещё нескольких лет после окончания строительства был платный.

### Советский период
После Октябрьской революции железные дороги были национализированы и подчинены наркомату путей сообщения.
Во время гражданской войны станция на Алексеевской площади оказалась очень удобной для перевалки важных грузов, после чего её совсем перестали использовать для пассажирского движения. Здание вокзала было перестроено, и станция получила название по своему назначению: Одесса-Товарная.
В 1936 году в результате объединения отдельных участков Юго-Западной железной дороги и Южной железной дороги, проходивших по территории Молдавской АССР, Одесской, Кировоградской, Николаевской и частично — Киевской, Полтавской и Днепропетровской областей УССР была создана Одесская железная дорога.
С 29 июня 1936 года здесь началось издание своей газеты.
По состоянию на 1939 год эксплуатационная длина железной дороги составляла 2,5 тыс. км (из которых 709 км составляли двухпутные линии).
14 августа 1941 года решением военного совета Приморской армии был создан железнодорожный батальон, в состав которого вошли 400 путейцев, 400 эксплуатационников, 100 связистов, 400 вагонников и паровозников и 200 работников охраны Одесской железной дороги. Им поручили обеспечивать доставку на передовую вооружения, боеприпасов, горючего, продовольствия. Во время обороны Одессы военнослужащие батальона несли охрану железнодорожных станций, устраняли последствия бомбардировок, спасали эшелоны с ценными грузами, отвечали за транспортировку в порт грузов, предназначенных для эвакуации.
С 1936 по 1953 годы Одесская дорога снова была самостоятельной единицей, но в 1953 году была реорганизована и объединена с Кишинёвской железной дорогой и стала называться Одесско-Кишинёвской.
Электрификация началась с севера Одесской области в 1962 году. В 1971 году была электрифицирована линия «Помошная— Хировка» (сейчас — Чернолесская), в 1971 году — линия «Колосовка—Одесса-Сортировочная». В 1972 году электрификация охватила Одессу-Главную, далее — от Помошной до Колосовки.
По состоянию на начало 1973 года, 59 % грузоперевозок по Одесско-Кишинёвской железной дороге производилось с использованием тепловозной тяги, 41 % — с использованием электрической тяги, а паровозная тяга ограниченно использовалась только на маневровой работе. В 1973 году была электрифицирована ветка «Одесса—Бугаз», в 1974 году электрифицированный участок был доведён до Белгород-Днестровского. В сторону Киева электрификация началась в 1974 году. Тогда был электрифицирован участок Одесса — Дачная. В 1978 году — до станции Выгода (28 км от Одессы), в 1984 — до Раздельной. Участок Котовск — Вапнярка был электрифицирован в 1989 году. Не электрифицированным оставался только участок Раздельная — Котовск, поэтому почти все поезда этого направления уходили из Одессы под дизельной тягой. Вскоре и этот участок был электрифицирован вместе с участком Вапнярка — Жмеринка Юго-Западной железной дороги.
В 1979 году Одесско-Кишинёвская железная дорога была реорганизована, были выделены Одесская железная дорога и Молдавская железная дорога.
По состоянию на начало 1982 года, протяжённость Одесской железной дороги составляла 4090 км, 60 % грузоперевозок по ней осуществлялось с использованием электрической тяги, велись работы по автоматизации и централизации управления движением на железной дороге.

### 1992—2014 годы
После провозглашения независимости Украины Одесская железная дорога была передана в ведение государственной администрации железных дорог Украины
После 1992 года электрифицируется участок Котовск — Раздельная, что позволяет увеличить оборот электроподвижного состава и реорганизовать движение на ОЖД. Также электрифицируется ветка Одесса-Пересыпь — Одесса-Порт. Введены в эксплуатацию участки Помошная — Котовск — Раздельная, Вапнярка — Котовск — Раздельная, Кучурган — Раздельная, Пересыпь — Одесса-Порт. Протяжённость электрифицированных линий становится 1708 км (что составляет 39,9 % общей протяжённости железной дороги).
Прекращается пассажирское движение на ветке Барабой — Овидиополь.
После завершения электрификации Одесского узла начинается массовое списание тепловозов М62.
В 1997—1998 годах обновлены и вновь развиты участки Долинская — Помошная.
В 1997 году разобран участок Березино — Бессарабская (молд. Басарабя́скэ), прекращено пассажирское сообщение между Одессой и Рени через Березино. До 2005 года сообщение поддерживалось прицепными вагонами Одесса — Рени через Кучурган и Бендеры.
В 1998 году в состав дороги вошли участки Рени и Болград Молдавской железной дороги.
В 1999 году на ветке Мигаево — Рауховка разобран участок Ротово — Рауховка. Обслуживание пригородного сообщения на оставшемся участке передаётся МППЖТ.
Фирменное обслуживание пассажиров в пригородных поездах было введено в 1998 году.
В 2001 году прекращено пассажирское сообщение между Одессой и Черноморском. Завершается перешивка на широкую колею участка Голованевск — Подгородная, вводится пригородный поезд Голованевск — Помошная.
Введён ускоренный поезд «Южный экспресс» (укр. «Південний Експрес») Одесса — Винница и экспресс-электропоезд Одесса — Кировоград (позже укорочен до станции Помошная и переведён в пригородный).
С колосовского направления снимаются укороченные поезда до Рауховки и Сербки, вводится удлинённый рейс Одесса — Помошная (одна пара в сутки).
В 2007 году планировался демонтаж ветки Арциз — Березино, но вскоре вопрос о демонтаже был снят. С ноября 2008 года производится массовое сокращение пригородного движения на колосовском, белгород-днестровском, вапнярском направлениях. Так на сентябрь 2008 года белгород-днестровское направление являлось самым ненагруженым, 2 пары пригородных поездов, в сравнении с 1989—1994 годами — 12 пар. Также с этой даты наблюдается постепенное сокращение поездов дальнего следования. Происходит также значительное сокращение пригородного движения на николаевском узле.
Ликвидируется поезд Кишинёв — Симферополь.
С начала 2010 года наблюдается некоторая стабилизация. На вапнярском и белгород-днестровском направлениях были добавлены поезда, поступило несколько новых грузовых локомотивов 2ЭЛ5.
На летний период количество пригородных поездов белгород-днестровского направления увеличивается до 5 пар, зимой — 3 пары (2 утром, 1 вечером).
Демонтируется ветка от станции Карпово (находится в посёлке Виноградово) на Карповский карьер в связи с прекращением разработки карьера.
В марте 2013 года ликвидировано пассажирское сообщение на участке Винница — Зятковцы — Гайворон (В настоящее время возобновлено)

### После 19 марта 2014 года
Все рейсы пассажирских поездов в Крым укорачиваются до станции Херсон, таким образом на ветке Херсон — Вадим остаётся только пригородное сообщение. В связи с недостатком топлива прекращается движение поезда Раздельная — Ротово. Также прекращается всякое движение на ветке Выгода — Широкая Балка — Теплодар, рельсы за несколько месяцев разворовываются на большем участке.
Отменяются поезда 33/34 Москва — Одесса — Москва, ходивший через Колосовку, Помошную, Знаменку, Кременчуг, Ромодан, 19/20 Санкт-Петербург — Одесса — Санкт-Петербург, 371/372 Уфа — Одесса — Уфа, 487/488 Астрахань — Одесса — Астрахань (летний), 489/490 Челябинск — Одесса — Челябинск (формирования РЖД).
Маршрут поезда Одесса — Ясиноватая в связи с боевыми действиями укорочен до станции Константиновка.
По состоянию на 2015 год остаётся не электрифицированным крупный магистральный участок Долинская — Николаев — Херсон — Джанкой, включающий вокзалы двух областных центров. Электрификация данного участка многократно анонсировалась, однако в связи с закрытием железнодорожного сообщения с Крымом проект остался нереализованным.

## Структура
В период 1993—2000 годов были реорганизованы отделения:
- Одесское
- Шевченковское
- Знаменское
- Херсонское
- Гайворонское

## Станции
Станции в Одессе: Одесса-Главная, Одесса-Товарная, Одесса-Застава-2, б.п. 1310км (о.п. Слободская), Одесса-Пересыпь, Одесса-Порт, Одесса-Сортировочная,Одесса-Восточная , Одесса-Застава-1, Одесса-Западная
Другие узловые станции: Подгородная, Подольск, Белгород-Днестровский, Николаев, Херсон, Гайворон, Вознесенск, Им.Тараса Шевченко, Колосовка, Помошная, Чернолесская, Знаменка, Раздельная, Долинская, Кропивницкая, Обходная

## Границы железной дороги
- Юго-Западная железная дорога (по ст. Вапнярка, Яхны, Зятковцы, Липовец)
- Приднепровская железная дорога (по ст. Яковлевка, Тимково, Серогозы, Дубки)
- Харьковская железная дорога (по ст. Оржица, Павлыш)
- Железная дорога Молдовы (по ст. Загнитково, Климентово, Кучурган, Серпнево-1, Карабуцены, Фрикацей, Рени, Болград)
- де-факто Крымская железная дорога (по ст. Вадим, закрыта)[11].

## Терминалы типа «железная дорога-море»
- Ильичевский морской торговый порт (ст. Ильичёвск)
- Одесский морской торговый порт (ст. Одесса-Порт)
- Белгород-Днестровский порт (ст. Лиман)
- Порт Южный (ст. Береговая)
- Порт Измаил
- Порт Николаев, Октябрьский
- Херсон (ст. Херсон-Порт)
- Ренийский морской порт

На Одесской железной дороге начинается маршрут поезда комбинированного транспорта «Викинг» Черноморск — Клайпеда.